# Mantelmangabey
De mantelmangabey (Lophocebus albigena) of grijswangmangabey is een zoogdier uit de familie van de apen van de Oude Wereld (Cercopithecidae). De wetenschappelijke naam van de soort werd voor het eerst geldig gepubliceerd door Gray in 1850.

## Voorkomen
De soort komt voor in het zuidoosten van Nigeria, het zuiden van Kameroen en de Centraal Afrikaanse Republiek, Equatoriaal Guinea, Gabon, Congo-Brazzaville, Oeganda, Rwanda, Burundi, Tanzania en het noorden en oosten van Congo-Kinshasa.